# Dioscorea tacanensis
Dioscorea tacanensis är en enhjärtbladig växtart som beskrevs av Cyrus Longworth Lundell. Dioscorea tacanensis ingår i släktet Dioscorea och familjen Dioscoreaceae. Inga underarter finns listade i Catalogue of Life.